# Stuhltransplantation
Eine Stuhltransplantation oder fäkale Mikrobiota-Transplantation (FMT) (auch: fäkaler Mikrobiomtransfer, fäkale Bakteriotherapie und Fäkaltransplantation) ist die Übertragung von Stuhl eines gesunden Spenders in den Darm einer erkrankten Person mittels Endoskopie oder Kapseln.
Die Übertragung der Darmflora von einer auf eine andere Person aus therapeutischen Gründen wird in der gängigen Literatur mit unterschiedlichen Begriffen bezeichnet. In der angelsächsischen Literatur wird häufig der Begriff fecal microbiota transplantation verwendet, der so viel wie fäkale Darmfloratransplantation oder Stuhlbakterientransplantation bedeutet. Auch ist es üblich, die Vorgehensweise einfach zu beschreiben (beispielsweise Duodenal Infusion of Donor Feces, so viel wie Einleitung von Spenderstuhl in den Zwölffingerdarm). In der deutschsprachigen Literatur finden sich Begriffe wie Fäkaltherapie, fäkaler Mikrobiomtransfer, Stuhltransplantation, Stuhlverpflanzung oder fäkale Bakterientherapie.

## Historie
Die erste (retrograde) Übertragung der Darmflora wurde 1958 in Denver bei einem Patienten mit einer fulminanten lebensbedrohlichen pseudomembranösen Enterokolitis mit Erfolg durchgeführt, der Therapieansatz jedoch zunächst nicht weiter verfolgt.
Die therapeutische auch innerliche Verwendung von Stuhl ist jedoch viel älter. So beschreibt bereits der deutsche Arzt Christian Franz Paullini (1643–1712) in seinem 1697 erschienenen Lehrbuch Heilsame Dreck-Apotheke zahlreiche Anwendungsbeispiele seiner Zeit. Aber auch im China der Dong-jin-Dynastie im 4. Jahrhundert beschrieb Ge Hong in einem Notfallmedizin-Lehrbuch bereits eine innerliche Fäzes-Anwendung.
2012 gründete ein Forscherteam des Massachusetts Institute of Technology OpenBiome, die erste öffentliche Stuhlbank in den Vereinigten Staaten.
Aufmerksamkeit erregte diese Behandlungsform erneut 2013, als in der renommierten Fachzeitschrift The New England Journal of Medicine ein Artikel mit der Überschrift „Duodenal Infusion of Donor Feces for Recurrent Clostridium difficile“ erschien. Waren die ersten Versuche mittels eines retrograden Einlaufs in den Dickdarm erfolgt, so wurden bei der Untersuchung 2013 antegrad Fremdfäkalien über eine Nasensonde in den Dünndarm eingebracht.
In ganz Europa sind zahlreiche Stuhlbanken entstanden, um der steigenden Nachfrage gerecht zu werden. Während Konsensberichte existieren, unterscheiden sich die Standardoperationsverfahren immer noch. Institutionen in den Niederlanden haben ihre Protokolle für die Verwaltung von Stuhltransplantationen veröffentlicht und in Dänemark verwalten Institutionen Stuhltransplantationen gemäß der europäischen Gewebe- und Zellrichtlinie. Im Jahr 2020 gründete ein Forscherteam der Medizinischen Universität Warschau das Human Biome Institute, die erste Stuhlbank in Polen.
Im November 2022 hat in den USA die amerikanische Arzneimittelbehörde FDA unter dem Namen Rebyota (Ferring Pharmaceuticals) das erste fäkale Mikrobiota-Fertigpräparat zur Vorbeugung des Wiederauftretens einer Infektion mit Clostridioides difficile (CDI) bei erwachsenen Patienten nach einer Antibiotikabehandlung bei rezidivierender CDI zugelassen.

## Anwendungsgebiete
Untersucht wurde die Übertragung der Darmflora besonders bei der Clostridioides difficile-assoziierten Kolitis. Der Ansatz ist, dass eine geschädigte Darmflora Rückfälle stark begünstigt, da Clostridium-difficile-Keime sich dank fehlender Konkurrenz physiologischer Darmkeime ungehindert vermehren können. Die „Biodiversität“ des Stuhls ist bei einer Antibiotika-assoziierten Kolitis im Vergleich zu normalem Stuhl deutlich reduziert. Für diese Anwendung liegen mittlerweile überzeugende Ergebnisse vor und der Stuhltransfer ist in dieser Indikationen in Behandlungsleitlinien (Medizinische Leitlinien) empfohlener Therapiestandard.
Inzwischen wird die Wirkung einer Stuhltransplantation aber auch bei vielen anderen Erkrankungen untersucht, die mit einer pathologischen Störung der Darmflora, einer Dysbiose, zusammen hängen könnten. Beispiele für diese Indikationen sind der Einsatz bei multiresistenten Keimen, bei chronisch entzündlichen Darmerkrankungen, bei Morbus Parkinson, bei Reizdarmsyndrom und bei der akuten Graft-versus-Host-Reaktion.
Weiters wird mittlerweile die Wirkung einer Stuhltransplantation auf psychische Erkrankungen wie Angststörungen untersucht. Eine Übersichtsstudie aus dem Jahr 2020 zeigte, dass die Transplantation gesunder Mikrobiota depressive und angstähnliche Symptome reduzieren kann. Interessanterweise wurde auch festgestellt, dass die Transplantation von Mikrobiota von psychiatrisch kranken Spendern diese Symptome auf gesunde Empfänger übertragen kann.

## Ablauf

### Spenderauswahl
Die Auswahl von Stuhlspendern erfolgt nach strengen medizinischen Kriterien, um die Sicherheit der Empfänger zu gewährleisten. Zu den Auswahlverfahren gehören:
- Gesundheitsfragebögen* Körperliche Untersuchungen* Labortests auf Infektionskrankheiten, Parasiten, resistente Keime und andere pathogene Mikroorganismen

Nur ein geringer Teil der Bewerber wird aufgrund der hohen Anforderungen tatsächlich als Stuhlspender akzeptiert.
In Deutschland schreibt das Bundesinstitut für Arzneimittel und Medizinprodukte (BfArM) umfängliche und wiederholte Untersuchungen des Spenders und der Stuhlspende vor. Für klinische Prüfungen gibt das BfArM vor, welche Erreger aus den Gruppen der Bakterien, Pilze, Viren und Parasiten aus Blut und Stuhl der Spender mindestens zu testen sind. Eine Reihe von Lebensumständen (bestimmte Erkrankungen und Behandlungen, soziale Faktoren) werden explizit als Ausschlusskriterien angeführt.

### Durchführung
Der Stuhl eines gesunden Spenders wird in der ursprünglichen Anwendung mit physiologischer Kochsalzlösung vermischt und die Mischung grob gefiltert. Die so entstandene Suspension wird durch einen Einlauf oder während einer Koloskopie in den Dickdarm des Patienten eingebracht, durch eine Duodenalsonde in den Zwölffingerdarm gespritzt oder aber als bidirektionaler Stuhltransfer (bFMT) bidirektional in einer Sitzung in den Dickdarm und den oberen Dünndarm eingebracht.
Mittlerweile werden zunehmend Kapseln hergestellt. Dazu erfolgt zunächst ein umfangreiches Screening der Spender, für das die amerikanische FDA 2018 ein Protokoll publiziert hat. Der Stuhl wird dann verflüssigt, gereinigt, gemischt, aufkonzentriert und in Kochsalzlösung mit 40 % Glycerin suspendiert. Diese Lösung wird zu säureresistenten Kapseln mit einer doppelten Hydroxypropylmethylcellulose-Schicht verarbeitet, die bei −90 °C bis zu neun Monate gelagert werden können.
Die Verkapselung des fäkalen Mikrobioms (gelagert bei −20 °C) ist inzwischen das Vorgehen der Wahl.

## Klinische Studien
Erste Übersichten über einzelne Fallberichte zeigten einen Erfolg der Therapie mit per Einlauf oder Darmspiegelung appliziertem Stuhl bei 92 %. Eine erste randomisierte kontrollierte nicht verblindete niederländisch-finnische Studie musste wegen deutlicher Überlegenheit der Stuhltransplantation vorzeitig abgebrochen werden. Bei nur 42 älteren Studienpatienten, die alle einen bis neun Rückfälle einer Clostridium-difficile-Enterokolitis erlitten hatten, erhielten 16 Patienten nach einer viertägigen Vancomycin-Gabe und einer Darmreinigung eine Stuhltransplantation mittels nasoduodenaler Sonde. Diese Therapie war bei 13 Patienten (81 %) im ersten Anlauf erfolgreich ohne Rückfall in den ersten zehn Wochen, eine zweite Stuhltransplantation war bei zwei der verbliebenen drei Patienten erfolgreich. Hingegen waren in den beiden Kontrollgruppen nur drei von dreizehn Patienten (23 %) rezidivfrei, die Vancomycin und Darmreinigung erhielten, und nur vier von dreizehn (31 %) Patienten, die nur eine Vancomycin-Therapie erhielten. Allerdings war diese Studie nicht verblindet und schloss Patienten mit einer Immunsuppression, Patienten auf Intensivstationen und Patienten, die wegen anderer Infektionen weitere Antibiotika erhielten, aus. In dieser Studie hatten fast alle Patienten direkt im Anschluss an die Stuhltransplantation Durchfälle (94 %), viele auch Bauchkrämpfe (31 %) und Aufstoßen (19 %). Nach drei Stunden waren alle Patienten symptomfrei. Im weiteren Verlauf trat bei 19 % eine Verstopfung auf. Einer Auswertung aus dem Deutschen Mikrobiom Register (German Clinical Microbiome Study Group) folgend ist der bidirektionale Stuhltransfer (bFMT) mit einer 90 Tage Rezidivfreiheit in 100 % der Anwendungen der koloskopischen Einbringung (Rezidivfreiheit in 81,3 %), der Einbringung in den Zwölffingerdarm (59,4 %) und der Einbringung mit Kapseln (71,9 %) signifikant überlegen.
Daneben wurde diese Technik auch bei Patienten mit chronisch entzündlichen Darmerkrankungen schon mehrfach angewandt. Ein Hindernis bei der Therapie chronischer Erkrankungen durch Stuhltransplantation stellt die längerfristige Instabilität des übertragenen Mikrobioms dar: „In circa 40 % kommt es innerhalb des ersten Jahres zu einer Wiederausbildung des patiententypischen Mikrobioms, gelegentlich auch als 'Mischmikrobiom'.“
Eine weitere Indikation könnte die Behandlung von Adipositas werden, nachdem in Studien mit Mäusen nachgewiesen werden konnte, dass dicke Mäuse nach Stuhltransplantation von dünnen Mäusen an Gewicht abnahmen. Allerdings ist die Zusammensetzung des menschlichen Darmmikrobioms auch teilweise genetisch bedingt. Mehrere klinische Studien an Menschen fanden aber keinen Einfluss eines Stuhltransfers auf das Körpergewicht von Menschen, insbesondere keinen gewichtsreduzierenden Effekt.

## Risiken
Insgesamt treten unerwünschte Nebenwirkungen selten auf, vor allem vielfältige Magendarmstörungen, daneben vereinzelte Bakteriämien und selten Todesfälle.
Im Juni 2019 berichtete die US-amerikanische Arzneimittelbehörde FDA über Fälle der Übertragung von multiresistenten Bakterien bei klinischen FMT-Anwendungen: Zwei Empfänger entwickelten nach einer Stuhltransplantation invasive bakterielle Infektionen durch einen ESBL-produzierenden multiresistenten Escherichia-coli-Erreger, in deren Folge einer der Empfänger verstarb und der andere Empfänger schwer erkrankte. Bei beiden Empfängern waren FMT-Präparate aus Stuhl desselben Spenders hergestellt worden, der zuvor nicht auf multiresistente Erreger untersucht worden war. Die FDA informierte mit einer entsprechenden Warnung über diese Risiken. Bei koloskopischer Applikation kam es gemäß einer Veröffentlichung aus dem Jahr 2017 mit 1465 Fällen zu zwei Todesfällen durch Kolonperforation.
Die deutsche Arzneimittelbehörde BfArM wies darauf hin, dass sie hohe Sicherheitsanforderungen bei Beantragungen für die Genehmigung von klinischen Prüfungen mit FMT stellt, um das Risiko einer Erregerübertragung zu minimieren. Neben einer umfassenden und mehrstufigen Spenderauswahl und -testung, die auch multiresistente Erreger einschließt, fordert sie nach jedem FMT-Transfer in einem deutschen Prüfzentrum einen zusammenfassenden Sicherheitsbericht. Auch können Maßnahmen auferlegt werden, wie beispielsweise engmaschige Kontrollen.